# Shymgha
Shymgha – gaun wikas samiti w zachodniej części Nepalu w strefie Gandaki w dystrykcie Tanahu. Według nepalskiego spisu powszechnego z 2001 roku liczył on 1214 gospodarstw domowych i 5641 mieszkańców (3071 kobiet i 2570 mężczyzn).